# Argüello
Argüello är en nunatak i Antarktis. Den ligger i Västantarktis. Argentina, Chile och Storbritannien gör anspråk på området. Toppen på Argüello är 285 meter över havet, eller 27 meter över den omgivande terrängen. Bredden vid basen är 2,6 km.
Terrängen runt Argüello är platt söderut, men norrut är den kuperad. Trakten är obefolkad. Det finns inga samhällen i närheten. 